# Császári és Királyi 4. Arthur connaughti és strathearni herceg Huszárezred

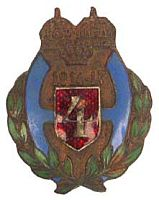
Császári és Királyi 4. Huszárezred sapkajelvénye 1917-ből

A 4. Huszárezred a Habsburg Birodalom Hadseregének egyik huszárezredeként lett felállítva. Az 1867-es Kiegyezést követően az ún. Közös Hadsereg alakulata volt az Osztrák–Magyar Monarchia 1918-as felbomlásáig.

## Története
A 4. Arthur connaughti és strathearni herceg elnevezett huszárezredet 1733-ban állíttatta fel gróf Hávor Miklós ezredes.
1915-ben az összes ezred nevét megszüntették. Ezután az alakulat Császári és Királyi 4. Huszárezred néven szerepelt. Ezt a gyakorlatban nem tudták kivitelezni, mivel a háború miatt bevezetett költségcsökkentés nem tette lehetővé új nyomtatványok és pecsétek készítését.

## Hadműveletek
Lengyel örökösödési háború
- 1733-ban az ezred 3. századát gróf Hávor ezredes saját költségén állította fel Zala vármegyében, a többi hétre a kincstártól kapta a toborzási költségeket.
- 1734-ben az itáliai harctérre vezényelték, ahol Quistellonál, Guasíallanál és Reverenél vívta első harcait.
- 1735-ben az ezred ismét Reverenél és S. Michelenél harcolt. Molnár százados századával Sabbionettanál rajtaütött az ellenségen és kitüntette magát.
- 1736-ban a "Hávor huszárok" Vigenanoba, innen 1739-ben Cremonaba kerültek állomásra, hol 1742-ig maradtak.

Osztrák örökösödési háború
- 1742-ben 2 század kivételével, melyek a Bajor Választófejedelemségbe távoztak és ott Molnár őrnagy vezetésével Meinburgnál kitüntették magukat, az Oláhországban álló sereghez volt beosztva.
- 1743-ban a Bajor Választófejedelemségben levő 2 eskadron bevonult az ezredhez és részt vett azzal a Camposanto mellett vívott csatában.
- 1744-ben a Nápoly ellen küldött seregben volt és Velletrinét sikeres rajtaütést hajtott végre az ellenségen.
- 1745-ben egy század kivételével, mely a Genua elleni előnyomulásnál mint elővéd a Magra mellett vívott ütközetet, nem került harci bevetésre.
- 1746-ban Tallián Ignác ezredes vezetésével a piacenzai csatában kitüntette magát. Rottoferonál csak kevéssé volt igénybe véve, majd részt vett a Provenceba való előnyomulásban.
- 1746-ban a feloszlatott Bertoletti huszárezredtől 5 század került beolvasztásra az ezredbe.
- 1747-ben a Genuát körülzároló csapatok fedezetére volt kirendelve és Campofreddonál ütközetben vett részt.
- 1748-ben a háború után Sárospatakra, innen 1850-ben Debrecenbe került. A Trips-féle huszárezredtől egy század ehhez az ezredhez került át.
- 1751-ben Mád-Terebesre, 1752-ben Désre, 1755-ben pedig Dévára került állomásra.

Hétéves háború
- 1757-ben Csehországban Prágánál és Bilannál harcolt. Egy osztálya Bilan várában maradt és azt védelmezte, az ezred többi része pedig Kolinnál, Görlitznél, Breslaunál és Leuthennél vivott csatákat.
- 1758-ban Morvaországban volt,-később néhány kisebb csatározáson kívül még Holitznál, Müraunál, Nachodnál, Bischofswerdáriál és Hochkirchnél voltak ütközetei. Hinzmann György alezredes,a hochkirchi csatában kitüntette magát, amiért ezredessé léptetették elő.
- 1759-ben az ezred Grünbergnél és Cöllnél harcolt.
- 1760-ban részt vett a losdorfi rajtaütésben és a hohenfriedbergi ütközetben.
- 1761-ben részben a Szász Választófejedelemségben, részint Sziléziában állomásozott, azonban nagyobb hadműveletkeben nem volt része.
- 1762-ben a Szász Választófejedelemségben Pretschendorfnál és Freibergnél volt ütközetben.
- 1763-tól Paviában, 1771-től Lodiban, 1779-től pedig Eszéken állomásozott.
- 1768-ban a feloszlatott Esterházy Imre-féle huszárezredtől egy századot kapott.
- 1769-ben a császári királyi hadsereg átszervezésekor a összes lovasezredek között a 34. Lovassági Ezred megnevezést kapta.

Bajor örökösödési háború
- 1778-ban az ezred a Csehországban állomásozó hadsereg részeként közösen a Császári Királyi 6. Ulánus Ezreddel Libochowitznál megütközött a poroszokkal

Osztrák–török háború (1787–91)
- 1788-ban 6 századdal a Lazu-Maretől Felisre való visszavonulás alatt mint a hadsereg utóvédje az üldöző törököket derekasan feltartóztatta; majd Armenisnél, tovább Új-Palánka bevételénél harcolt. A többi 4 század a horvátországi hadseregben Dubicanál, az Unna mellett és Növi bevételénél aratott dicsőséget. Az ezred parancsnoka, Otto Rudolf ezredes, kitüntetésképen soron kívül tábornokká lépett elő.
- 1789-ben 8 százada eredetileg Berbir ostrománál volt, később 6 század Belgrád ostromában, 4 század pedig Semendria bevételében működött közre.
- 1790-ben egyik százada egy Szerbiában végrehajtott portyázásban vett részt.
- A 3 évig tartó török háborúk alatt az ezrednek 12 tisztje részesült dicséretben, a legénység pedig 1 arany és 1 ezüst vitézségi érmet kapott.

Békekötés után Horodenkára, onnan 1791-ben Zloozówba települt.
Koalíciós háborúk
- 1793-ban 6 századdal a Rajnához vonult, a többi 4 század Nyugat-Galícia biztosítására maradt vissza.
- 1794-ben a Rajnánál működő hat század Schifferstadtnál, Schwegenheimnél és Eppsteinnél harcolt, majd Kaiserslauternnél kitüntette magát: egy ellenséges gyalogsági négyszöget szétugrasztott és megsemmisített. Egyes századok még Frankenthalnál és Oggersheimnél vívtak ütközeteket. Spiegelberg József ezredes az ezen harcokban szerzett érdemeiért utólag 1796-ban megkapta a Katonai Mária Terézia-rendet. Gróf Wartensleben Ferdinánd főhadnagy soron kívül százados lett, 11 tiszt pedig dicséretben részesült.
- 1795-ben Máynz előtt a Hartbergen harcolt, egyes századai pedig Landstuhl-Trippstadtnál és Kaiserslauternnél küzdöttek.
- 1796-ban az alsó-rajnai-hadseregbe volt beosztva. 2 századados, Tevalle őrnagy alatt Wallhausen-Neukirchennél, Wetzlarnál és Burgebrachnál kitüntette magát. Tevalle őrnagy soronkívül alezredessé lépett elő. Az ezred eleinte Maynzban állomásozott, majd később Sulzbachnál harcolt és jelen volt a würzburgi csatában is. 3 százada azután Aschaffenburgnál, az alezredesi osztály (1. és 2. század) pedig Oiessennél küzdött. Gróf Wallmoden százados századával

mint portyázó különítmény Bruchsalnál egy ellenséges raktárt foglalt el.
- 1797-ben 6 százada a Lahn mellett állott. Ezekből 2 század Ettingshausen őrnagy vezetésével Cambachnál tüntette ki magát. A 3. őrnagyi osztály (9. és 10. század), mely még mindig Galíciában volt, az olasz harctérre került, azonban harci cselekménybe nem került. Ugyanezen osztály a következő 1798. évben az újonnan felállítandó Császári Királyi 7. Huszárezred felállítására került. Maga az ezred ugyanezen évben megkapta a "Császári Királyi 4. Huszárezred" elnevezést és a bajorországi Wasserburgba került, ahol 1799-ig maradt.
- 1799-ben 3 osztállyal a Németországban harcoló hadseregbe volt beosztva, egy osztálya pedig Galíciában állomásozott. A Németországban levő osztályok Osrrachnál, Srockachnál, Schaffhausennél és több kisebb csatákban harcoltak. A franciáknak a Rajna jobb partján maradt előőrsi csapataink ellen intézett támadásánál báró Vécsey százados századával kitüntette magát. Az ezred később részt vett Mannheim bevételében, továbbá a neckarhauseni és a Philippsburg előtt vívott ütközetekben.
- 1800-ban Wieblingennél és Donauwörthnél harcolt. Landshutnál négy százada a gyalogság visszavonulását fedezte. Később az egész ezred együtt küzdött Ampfingnál, ahol két századát az ellenség bekerítette, azonban ki tudtak törni és végül Schwanenstadtnál vívott ütközetben harcoltak.
- Horváth Antal másodkapitány, aki úgy az előbb említett ütközetekben, továbbá mint portyázó különítmény parancsnok is sokszoros érdemeket szerzett. Soron kívül első kapitánnyá és századparancsnokká nevezték ki a "Császárhuszárok"-hoz. Egy évvel később még a Katonai Mária Terézia-rendet is megkapta. Ugyancsak a Katonai Mária Terézia-rend lovagja lett Jünger Vince kapitány is.

A legénység 1793-tól 1800-ig 11 arany és 127 ezüst vitézségi érmet kapott.
- 1801-ben az ezred Janowicere, innen 1803-ban Radombsba került, ahol az 1805. évi francia háború kitöréséig maradt.
- 1805-ben 2 százada báró Vécsey alezredes vezetésével Ennsnél kitüntette magát. A visszavonulás alatt az ezred képezte az utóvédet és Amstettennél, Kremsnél és Schöngrabennél harcolt. Részt vett az austerletzi csatában is, ahol 2 századát maga az ezredparancsnok báró Mohr ezredes vezette rohamara. Mohr ezredes a Katonai Mária Terézia-renddel tüntették ki. A legénység 3 arany és 25 ezüst vitézségi érmet kapott.
- Négy esztendei békeidő következett ezután, melyet Stassówban, majd Mälirisch-Ostrauban, 1807-től 1809-ig pedig Kpnskieben töltött.
- 1808-ben két osztálya Landshutnál harcolt. Később egyes századai Gallneukirchennél, Urfahr-Linznél és Wagramnálharcoltak. Egy osztálya Znaymnál. A hadjárat befejeztével a legénység 2 arany és 7 ezüst vitézségi érmet szerzett, Zolkiewbe települt.

Napóleoni háborúk
- 1812-ben az oroszok ellen Napóleon segítségére felállított hadtesthez rendelték és Kartuszkaja-Berezanál és Kobrinnál harcol, ahol az egyik félszázad hadifogságba került. Sielo Welykojenél herceg Hessen-Homburg Gusztáv ezredes vezetése alatt győzelmet aratott. Herceg Hessen-Homburg ezredes a Katonai Mária Terézia-rendet nyerte el.
- 1813-ban Drezdánál nem sok szerepe akadt, az ellenség üldözése alatt azonban Kulmnál újabb dicsőséget aratott. Egy százada Dőry József kapitány alatt Tilisçhnél, 3 százada báró Simonyi alezredes vezetésével Donnánál tüntette ki magát. Dőry kapitány a Katonai Mária Terézia-rendet kapta jutalmul. Különösen nagy dicséretet aratott az ezred Lipcsénél. Parancsnoka ekkor báró barbácsi és vitézvári Simonyi József, a Katonai Mária Terézia-rend lovagja – a legendás hírű "Simonyi óbester" volt. Lipcsénél Weiss János főhadnagy a Katonai Mária Terézia-rendet vívta ki magának. Az ezred a visszavonuló franciák üldözése közben átkelt a Rajnán is és Colmárnái ismét győzelmet aratott. Egy százada az egész hadjárat folyamán egy portyázó hadtestbe volt beosztva és különböző kisebb csatákon kívül Zeitznél harcolt.
- 1814-ben egyes századok Troyesnél és Fontainebleaunál küzdöttek, majd az egész ezred Bourg-en-Bressenél vivott ütközetet. Λ Lyon előtti csatákban ismét nagyon kitűnt. Simonyi óbester a zajló, jeges Rhone folyón átkelve az ellenség hátában hirtelen megjelenve, nagy zavart okozott a francia hadsorokban. Négy százada később Chireusnél, kisebb osztagok pedig Roannenél harcoltak. Báró Simonyi ezredes, aki már korábban az 1. Ulánus Ezred főhadnagyaként 1800-ban megkapta a Katonai Mária Terézia-rendet, megkapta az Osztrák Császári Lipót-rend középkeresztjét.
- 1814-1815 A rövid békeidőt Rohatynban töltötte.
- 1815-ben ismét a Franciaországban harcoló hadseregbe volt beosztva és csak kisebb csatái voltak a fellázadt lakossággal szemben, az úgynevezett franctireurökkel, Dannemanenél és Belfortnál.
- 1812-1815 A háborúban a legénység vitézségi érmeinek száma 4 arany és 29 ezüst éremmel gyarapodott.

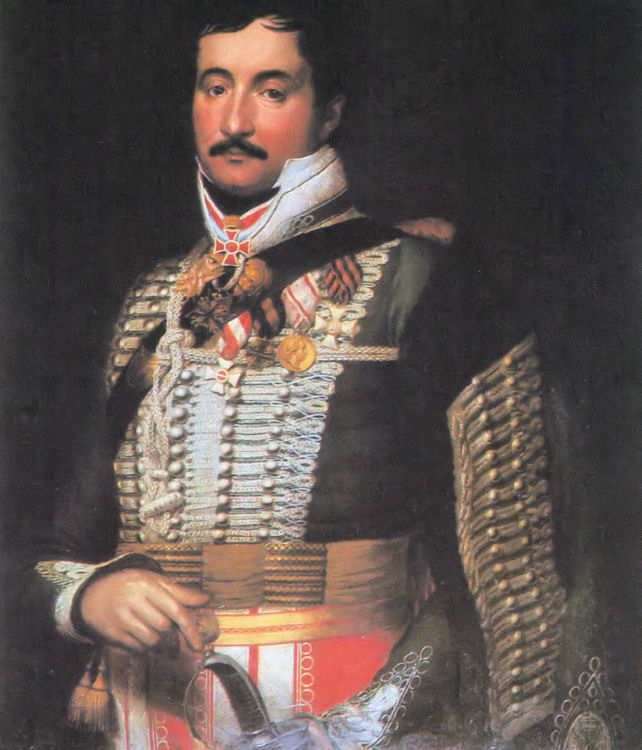
báró Simonyi József ezredes

1848–49-es forradalom és szabadságharc
- 1847-ben Bécsbe helyezték. Itt érte az 1848. évi bécsi forradalom kitörése, melynek megfékezésében szintén részt vett.
- 1848. nyarán Magyarországra települt. Az ezredben szolgált akkor, mint őrnagy, Schweidel József, a későbbi honvédtábornok, az aradi vértanuk egyike is. A szabadságharc alatt az ezred többnyire Görgey Artúr seregében

harcolt és a honvéd hadseregben mindig tekintélyes neve volt a "Sándor-huszároknak".
- 1849-ben a szabadságharc leverése után, politikai okokból, Partlubitzban az ezredet újjá szervezték, ahol 1854-ig maradt.

Az újjászervezés
Az újjászervezésnél 1849-ben új ezredtulajdonost kapott, gróf Schlick Ferenc lovassági tábornokot.
- 1853-ban, a krími háború idején, Ausztria megszállta a mai Románia területét képező úgynevezett "Dunai tartományokat". A megszálló csapatok között volt a 4. Huszárezred is, mely 1854-ben Botosánban, 1855-től pedig Jászvásáron állomásozott. 1857-ben Gródekbe helyeztetett át.
- 1859 Az itáliai hadjáratban nem vett részt.
- 1860-ban 4. osztályát az újonnan felállított 2. Önkéntes Huszárezred megalakításához adta át.

Porosz–osztrák–olasz háború
- 1866-ban a csehországi hadszintéren Königgratznél, Rudelsdorfnál, Schildbergnél és Dubnáinál harcolt. Ebben a hadjáratban 4 tisztje nyert kitüntetést, a legénység pedig 3 első- és 12 másodosztályú ezüst vitézségi éremmel érdemelt ki.

A boldog békeidők 1867-1914
- 1866 A háború végével Klattauba települt, onnan 1871-ben Keszthelyre, 1878-ban Újgradiska, majd Zágrábba, 1879-ben az elfoglalt Bosznia területére Travnikba, majd Pozsegára helyezték át.
- 1880-tól Cegléd, 1887-től Szabadka, 1895-től Gyöngyös, 1901-től Bécs volt az állomáshelye. 1908-tól a világháború kitöréséig Nagyszebenben volt elhelyezve.
- 1867-től 1893-ig báró Edelsheim-Gyulai Lipót lovassági tábornok volt a tulajdonosa.
- 1893-től Artúr connaughti és strathearni herceg nevét viselte a világháború kitöréséig. Az ezredtulajdonos ekkor ezen méltóságáról lemondott.

Első világháború
- A huszárezred eleinte ezred kötelékben harcolt, majd hadosztály közvetlen huszárosztályként felosztva. A háború vége felé gyalogosként vetették be az ezredet. Majd 1918-ban a felszámolták a győztes hatalmak nyomására.

## Kiegészítő körletek
Az ezredet a következő területekről egészítették ki:
- 1781 Pécs
- 1830 Nagyvárad és Temesvár
- 1853–57 Temesvár
- 1857–60 Újvidék
- 1860–67 Bánság
- 1868–75 Újvidék, Zombor, Nagybecskerek
- 1883–89 Kecskemét és Szabadka
- 1889-tól Temesvár katonai körzete

## Békehelyőrségek
| I. | II. | III. |
| --- | --- | --- |
| - 1736 Vigevano - 1739–42 Cremona - 1749 Sárospatak - 1750 Debrecen - 1751 Mád-Terebes - 1752 Dés - 1755–56 Déva - 1763 Pavia - 1771–78 Lodi - 1779–88 Eszék - 1790 Horodenka - 1791–93 Zloczów - 1798 Wasserburg | - 1801 Janowice - 1803–05 Radom - 1806 Stassów, Mährisch-Ostrau - 1807–09 Końskie - 1810–12 Zolkiew - 1814–15 Rohatyn - 1816 Bécs - 1817 Nagyvárad - 1818 Debrecen - 1823 Tarnopol - 1843 Gródek - 1847–48 Wien - 1849 Pardubitz | - 1854 Botosán - 1855 Jászvásár - 1857–59 Gródek - 1861–66 Prossnitz - 1866 Klattau - 1871 Keszthely - 1878 Újgradiska, majd Zágráb - 1879 Travnik, majd Pozsega - 1880 Cegléd - 1887 Szabadka - 1895 Gyöngyös - 1900 Bécs - 1908–1914 Törzs / II. osztály / 4. 6. század Nagyszeben – I. osztály Szászsebes / 5. század. Nagydisznód |

## Ezredtulajdonos

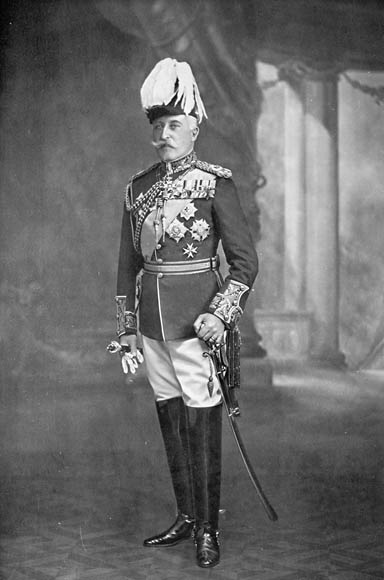
Arthur connaughti és strathearni herceg

- 1733 gróf Hávor Miklós ezredes (Hávor-huszárezred)
- 1744 báró Dessewffy József altábornagy (Dessewffy-huszárezred)
- 1768 gróf Újházy Ferdinánd vezérőrnagy (Újházy-huszárezred)
- 1773 báró Martin von Graeven altábornagy (Graeven-huszárezred)
- 1791 hajnácskői és hernádvécsei báró Vécsey Siegbert altábornagy (Vécsey-huszárezred)
- 1798 4 névváltoztatás 4. Vécsey-huszárezredre
- 1803 Frigyes, hessen-homburgi herceg altábornagy
- 1820 Frigyes, hessen-homburgi herceg lovassági tábornok
- 1829 báró Leopold von Geramb altábornagy
- 1839 II. Sándor orosz nagyherceg (4. Sándor-huszárezred)
- 1849 gróf Franz von Schlik lovassági tábornok
- 1862 szent kátolnai Cseh Viktor altábornagy
- 1867 báró marosnémethi és nádaskai Edelsheim-Gyulai Lipót lovassági tábornok
- 1893 Arthur connaughti és strathearni herceg

## Megszüntetése
1918. őszén az Osztrák-Magyar Monarchia felbomlását követően Magyarország és a magyarországi nemzetiségek kikiáltották függetlenségüket. A frontokon harcoló alakulatokat haza szállították és a fegyverszüneti egyezmény értelmében felszámolták őket. Ez a sors jutott a nagy múltú Császári és Királyi 4. Huszárezred számára is.
A hivatalos források szerint viszont a Császári és Királyi Hadügyminisztérium alá tartozott és mivel Magyarország függetlenné vált nem hívhatta volna haza a többnyire magyar sorállománnyal rendelkező ezredet, hogy megszüntethesse. Ezt csak is a K.u.K. Hadügyminisztérium tehette volna meg. Nem tudni pontosan, hogy ez valaha meg is történt-e.

## 1914. júliusi alárendeltségi állapot

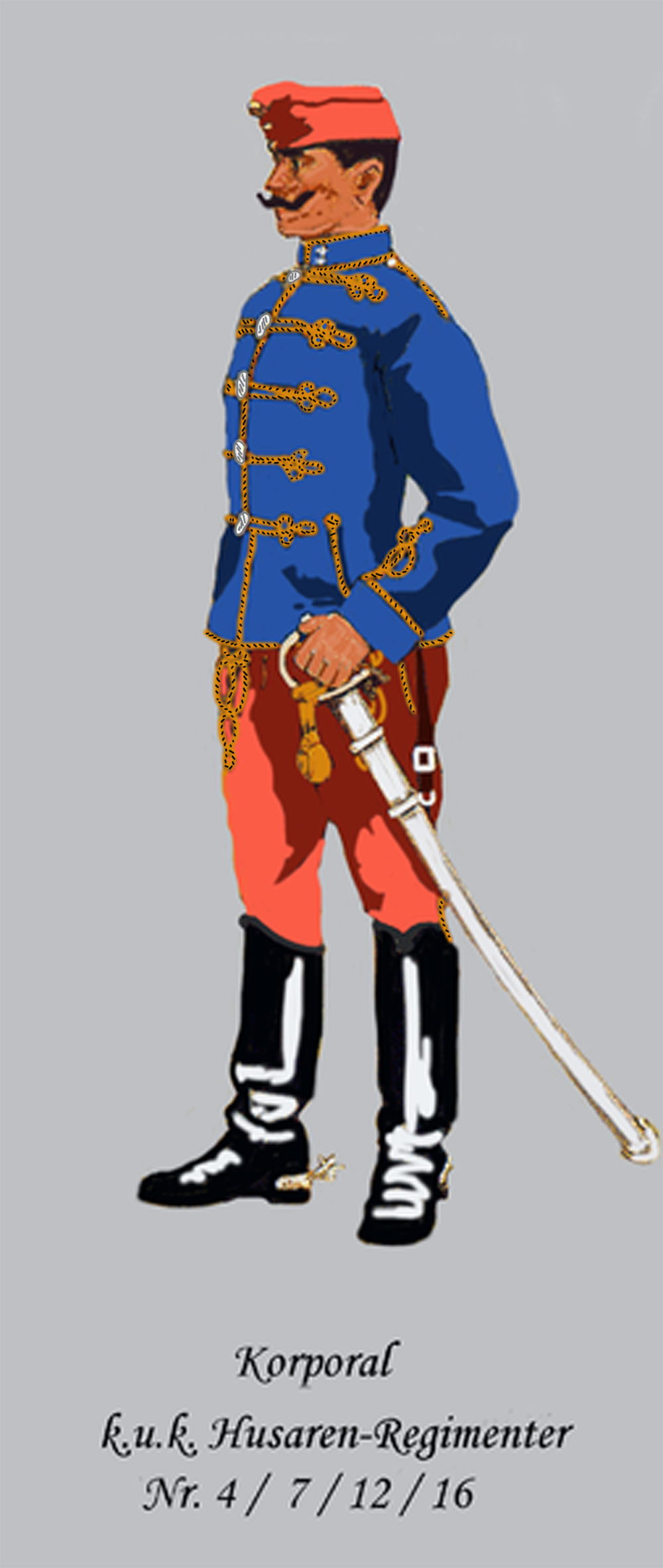
A 4. Huszárezred tizedese

VII. Hadtest – 1. Lovassági Hadosztály – 12. Lovasdandár
Nemzetiség: 71% magyar – 29% egyéb
Ezredparancsnok: bulcsi Jánky Gotthard alezredes
Ezredvezénylő nyelv: magyar
Egyenruha: világoskék atilla fehér gombokkal és piros csákó takaróval

## Szervezete
A XVIII. századi folyamatos hadseregreformok során a lovasságnál az ezredeket négy osztályra, ezen belül nyolc svadronra tagolták. Kialakítottak egy tartalék svadront is 186 fővel, elsősorban az újoncok kiképzésére. Az addigi 2 század = lovassági szervezést felváltotta az immár 2 svadron = divízió szervezés. Vagyis a lovasságnál eltüntették az addig a gyalogságtól átvett kompánia (század) megnevezést és a lovassági század svadron nevet nyert, míg az addigi kétszázadnyi harcászati egység, a svadron új megnevezése divízió (osztály) lett. Szabályozták az ezredlétszámokat, a zászlók alakját, az egyenruha formáját, de a szín ezredről ezredre változott. A fegyverzet továbbra is kard, két pár pisztoly, később rövid karabély. A vezényleti nyelv német maradt, de a nem magyar származású ezredtulajdonosok, illetve ezredparancsnokok döntő többsége – tekintettel, hogy huszárjaikkal magyarul tudjanak beszélni – megtanulták a nyelvet, ha törve is, de megértették magukat.
1860-tól az ezred 2 osztályból állt, ami továbbá három-három századból. Így került bevetésre az első világháborúban.
Az egyes osztályokat a vezetőjükről nevezték el:
- az 1. osztály volt az ezredesi-osztály
- a 2. osztály volt az alezredesi-osztály
- a 3. osztály volt az 1. őrnagyi-osztály
- a 3. osztály volt a 2. őrnagyi-osztály

1798-ig az ezredeket tulajdonosuk neve szerint hívták, akiknek ténylegesen vezetniük is kellett az alakulataikat. Minden tulajdonos váltással az ezred új nevet kapott. 1798-at követően hivatalosan csak számozással illették az alakulatokat, de bizonyos esetben, illetve beszédben az éppen aktuális ezred tulajdonos nevén nevezték.
Pont ezek miatt az állandó átnevezések kapcsán nehezen követhető az osztrák-magyar huszárezredek története.

## Lásd még
- Császári és Királyi Huszárok

## Fordítás
- Ez a szócikk részben vagy egészben az k.u.k. Husarenregiment „Arthur Herzog von Connaught und Strathearn“ Nr. 4 című német Wikipédia-szócikk ezen változatának fordításán alapul.  Az eredeti cikk szerkesztőit annak laptörténete sorolja fel. Ez a jelzés csupán a megfogalmazás eredetét és a szerzői jogokat jelzi, nem szolgál a cikkben szereplő információk forrásmegjelöléseként.